# Mutternsprenger

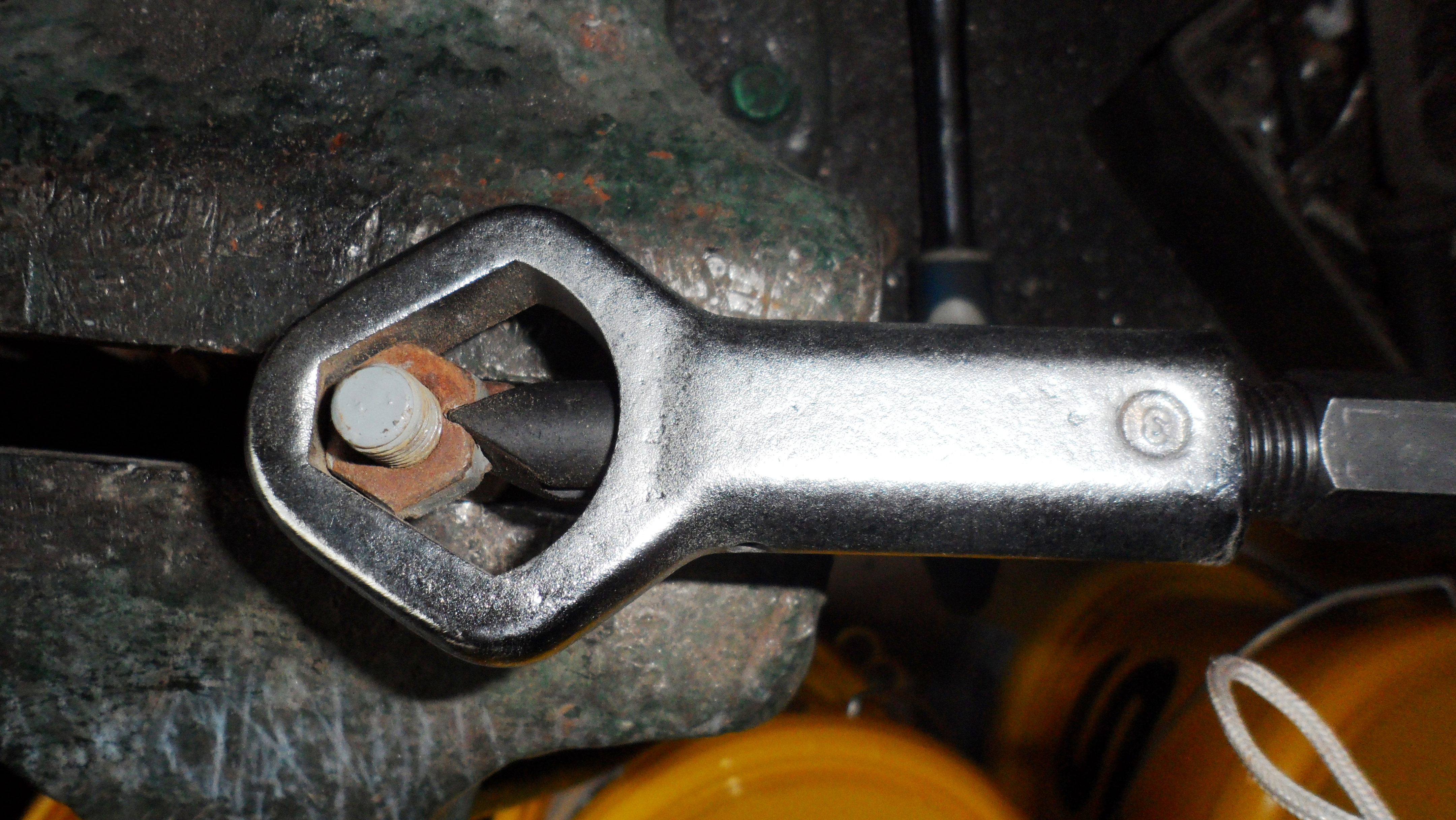
Einsatz eines Mutternsprengers

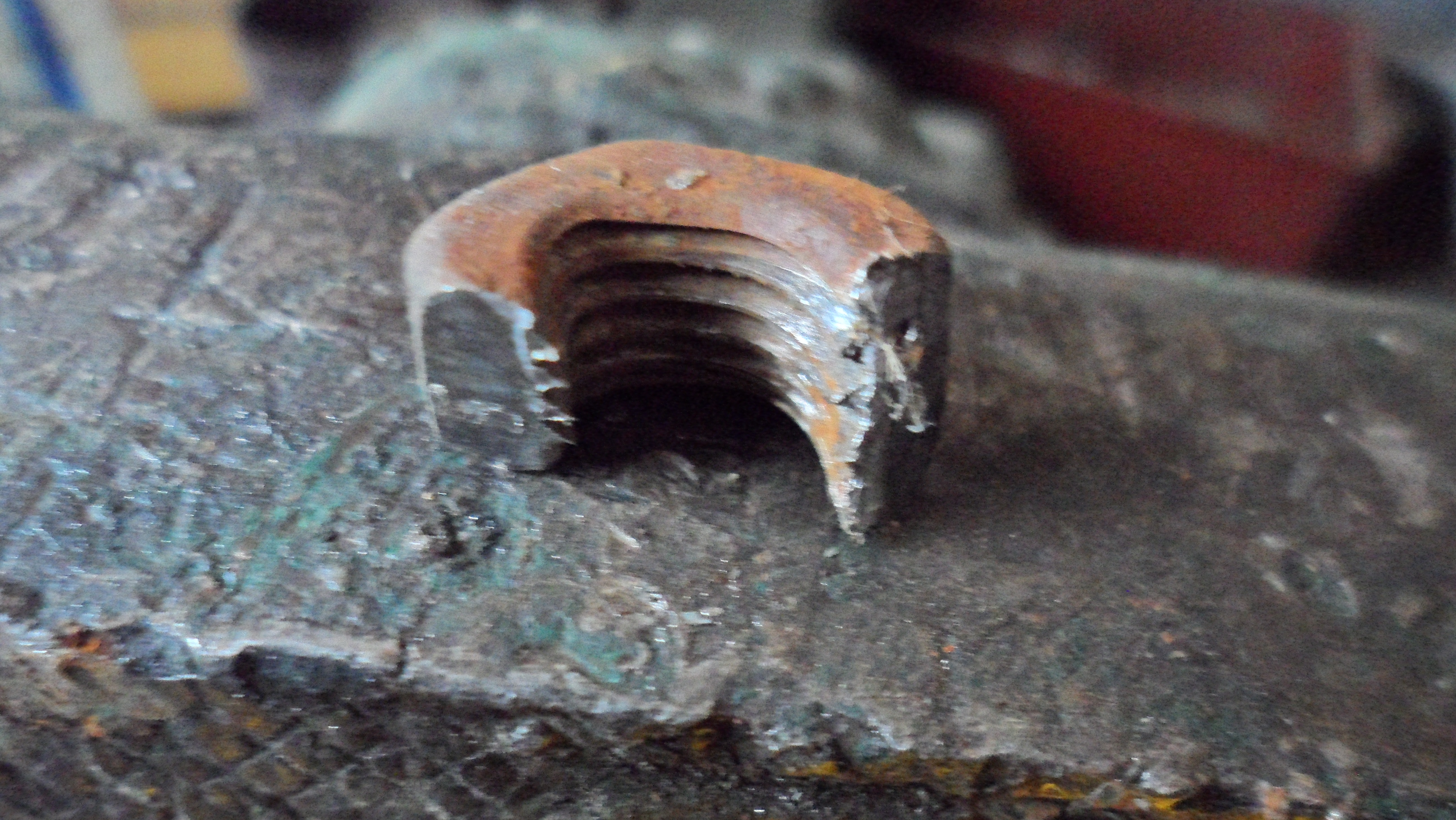
Gesprengte Mutter

Ein Mutternsprenger ist ein Werkzeug zum Lösen von Muttern, die sich, etwa wegen starker Korrosion, durch Drehen nicht mehr lösen lassen. Der Mutternsprenger zerstört zwar die Mutter, lässt jedoch das Bolzengewinde, auf dem sie sitzt, in der Regel unversehrt.

## Funktionsweise
Ein Mutternsprenger besteht aus einem ring- oder bügelförmigen Rahmen, der um die zu sprengende Mutter gelegt wird, und einem beweglichen Druckstück, das anschließend eine meißelförmige Schneide seitlich von außen in die Mutter hineindrückt. Die dadurch entstehende Einkerbung schwächt die Wandstärke der Mutter und weitet zugleich ihren Durchmesser, in der Regel bis zum Bruch, wobei der Schraubenbolzen vom Druckstück nicht oder kaum berührt wird und unbeschädigt bleibt.
Das Druckstück kann mechanisch über ein Feingewinde oder hydraulisch angetrieben werden. Einige Ausführungen weisen an der gegenüberliegenden Seite des Rahmens eine zweite, feste Schneide auf, die das Aufsprengen der Mutter in zwei Teile unterstützt.

## Einsatz
Gegenüber alternativen Methoden wie dem Einsatz von Meißeln, Trennschleifern oder Wärme sind Mutternsprenger im Vorteil, wenn die Zerstörung der Mutter in Kauf genommen werden kann, aber eine Beschädigung des Schraubengewindes möglichst vermieden werden soll. Ausreichender Freiraum in der Umgebung der Mutter ist allerdings erforderlich.